# Міодраг Джудович
Міодраг Джудович (серб. Miodrag Džudović, нар. 6 вересня 1979, Плав) — колишній чорногорський футболіст, захисник.
Відомий виступами за клуби «Єзеро», «Волинь» та  «Спартак-Нальчик», а також за національну збірну Чорногорії.

## Клубна кар'єра
У дорослому футболі дебютував 1999 року виступами за команду клубу «Єзеро», в якій провів чотири сезони, взявши участь у 48 матчах чемпіонату. 
Згодом протягом 2003 року встиг також зіграти у складі команд клубів «Єдинство» (Бієло-Полє) та ОФК (Белград).
Своєю грою за останню команду привернув увагу представників тренерського штабу клубу «Волинь», до складу якого приєднався на початку 2004 року. Відіграв за луцьку команду півтора сезони своєї ігрової кар'єри. Більшість часу, проведеного у складі «Волині», був основним гравцем захисту команди.
До складу російського «Спартак-Нальчик» приєднався 2006 року. За сім сезонів відіграв за команду з Нальчика 185 матчів в національному чемпіонаті.
Професійну ігрову кар'єру закінчив у Казахстані, де протягом 2014 року грав за «Іртиш».

## Виступи за збірну
У 2008 році дебютував в офіційних матчах у складі національної збірної Чорногорії. Провів у формі головної команди країни 25 матчів, забивши 1 гол.

## Титули і досягнення
- Чемпіон Чорногорії (1):

«Будучност»: 2022-23